# Harpebolnäset
Harpebolnäset är ett naturreservat i Katrineholms kommun i Södermanlands län.
Området är naturskyddat sedan 2012 och är 19 hektar stort. Reservatet omfattar en ett område på västra sidan av en landtunga med detta namn belägen mellan Hålvetten och en vik i Näsnaren och består av granskog.